# Martin Kocourek
Martin Kocourek (ur. 23 grudnia 1966 w Moravskiej Třebovie) – czeski polityk i przedsiębiorca, parlamentarzysta, w latach 2010–2011 minister przemysłu i handlu.

## Życiorys
W 1992 ukończył ekonomię i zarządzanie na Politechnice Czeskiej w Pradze. W 1998 wstąpił do Obywatelskiej Partii Demokratycznej (ODS). W 1992 był posłem do jednej z izb Zgromadzenia Federalnego. W latach 1992–1997 pełnił funkcję doradcy premiera Václava Klausa. W kadencjach 1998–2002 i 2002–2006 sprawował mandat deputowanego do Izby Poselskiej. Od 2006 do 2010 zajmował stanowisko przewodniczącego rady nadzorczej przedsiębiorstwa energetycznego ČEZ. Powoływany w skład organów kierowniczych różnych przedsiębiorstw, zajął się też własną działalnością gospodarczą w zakresie doradztwa gospodarczego.
Od lipca 2010 do listopada 2011 sprawował urząd ministra przemysłu i handlu w rządzie Petra Nečasa. Złożył rezygnację, gdy nie był w stanie wyjaśnić pochodzenia kwoty 16 milionów koron czeskich, które uzyskała jego znajdująca się na emeryturze matka.